# Carcinophora
Genre
Synonymes
- Eulabis Burr, 1915[1]
- Mandex Burr, 1915[1]
- Notolabis Hincks, 1954[1]
- Psalis Serville, 1831[1]
- Spandex Burr, 1915[1]

Carcinophora est un genre d'insectes dermaptères assigné selon les auteurs à la famille des Carcinophoridae ou à celle des Anisolabididae.
Ce genre a été décrit en 1876 par l'entomologiste américain Samuel Hubbard Scudder (1837-1911). L'espèce type est Chelidura robusta Scudder (= Carcinophora americana).

## Liste des espèces
Selon BioLib (14 février 2019) :
- Carcinophora occidentalis (Kirby, 1896)
- Carcinophora percheroni (Guérin & Percheron, 1838)
- Carcinophora venusta Steinmann, 1989

Selon Catalogue of Life (14 février 2019) :
- Carcinophora americana (Palisot de Beauvois, 1817)
- Carcinophora apolinari (Hebard, 1919)
- Carcinophora boesemani Steinmann, 1981
- Carcinophora brasiliensis (Moreira, 1931)
- Carcinophora castetsi de Bormans, 1897
- Carcinophora croceipes (Moreira, 1930)
- Carcinophora festae (Borelli, 1904)
- Carcinophora festiva (Burr, 1910)
- Carcinophora gagatina (Klug, 1838)
- Carcinophora haenschi (Burr, 1912)
- Carcinophora kawakamii (Shiraki, 1928)
- Carcinophora minima (Moreira, 1931)
- Carcinophora occidentalis (Kirby, WF, 1896)
- Carcinophora percheroni (Guerin & Percheron, 1838)
- Carcinophora peruviana (de Bormans, 1880)
- Carcinophora rosenbergi (Burr, 1899)
- Carcinophora scudderi (de Bormans, 1900)
- Carcinophora spitzi (Menozzi, 1932)
- Carcinophora venezuelica Brindle, 1968
- Carcinophora venusta Steinmann, 1989
- Carcinophora waddyi Burr, 1904

Selon  Species File (14 février 2019) :
- Carcinophora americana (Palisot de Beauvois, 1817)
- Carcinophora apolinari (Hebard, 1919)
- Carcinophora boesemani Steinmann, 1981
- Carcinophora brasiliensis (Moreira, 1931)
- Carcinophora castetsi de Bormans, 1897
- Carcinophora croceipes (Moreira, 1930)
- Carcinophora festae (Borelli, 1904)
- Carcinophora festiva (Burr, 1910)
- Carcinophora gagatina (Klug, 1838)
- Carcinophora haenschi (Burr, 1912)
- Carcinophora kawakamii (Shiraki, 1928)
- Carcinophora minima (Moreira, 1931)
- Carcinophora occidentalis (Kirby, 1896)
- Carcinophora percheroni (Guerin & Percheron, 1838)
- Carcinophora peruviana (de Bormans, 1880)
- Carcinophora rosenbergi (Burr, 1899)
- Carcinophora scudderi (de Bormans, 1900)
- Carcinophora spitzi (Menozzi, 1932)
- Carcinophora venezuelica Brindle, 1968
- Carcinophora venusta Steinmann, 1989
- Carcinophora waddyi Burr, 1904